# Оук Риџ (oкруг Кофман, Тексас)
Оук Риџ (енгл. Oak Ridge) град је у америчкој савезној држави Тексас. По попису становништва из 2010. у њему је живело 495 становника.

## Демографија
Према попису становништва из 2010. у граду је живело 495 становника, што је 95 (23,8%) становника више него 2000. године.
| Група             | 2000.       | 2010.       |
| Белци             | 345 (86,3%) | 390 (78,8%) |
| Афроамериканци    | 24 (6,0%)   | 54 (10,9%)  |
| Азијати           | 0 (0,0%)    | 0 (0,0%)    |
| Хиспаноамериканци | 29 (7,3%)   | 40 (8,1%)   |
| Укупно            | 400         | 495         |